# Atlantisch orkaanseizoen 1971
Het Atlantisch orkaanseizoen 1971 duurde van 1 juni 1971 tot 30 november 1971. Tropische cyclonen die buiten deze seizoensgrenzen ontstaan, maar nog binnen het kalenderjaar 1971, worden ook nog tot dit seizoen gerekend.